# DDR-Eishockeymeisterschaft 1982/83
Die DDR-Eishockey-Meisterschaft 1982/83 brachte wenig Überraschungen mit sich. Der SC Dynamo Berlin feierte seinen zehnten Titelgewinn, der ähnlich imposant errungen wurde wie im Vorjahr. Die unterlegene Sportgemeinschaft aus Weißwasser hatte bis zur endgültigen Entscheidung am sechsten Spieltag gerade einmal ein einziges Unentschieden zu verzeichnen gehabt. Bis zum Ende der Oberliga-Serie schafften die Lausitzer ein weiteres Remis sowie den Ehrensieg am letzten Spieltag.
Nach der spannenden Entscheidung letzte Saison gab die Bestenermittlung wieder ihr gewohntes Bild ab. Die BSG Monsator Berlin untermauerte mit dem mittlerweile siebten Titel ihren Ruf als überragende Amateur-Mannschaft ihrer Zeit, während Gastgeber Einheit Crimmitschau und Motor Bad Muskau wie in der Vorsaison das Treppchen komplettierten.

## Meistermannschaft
| SC Dynamo Berlin | René Bielke, Egon Schmeißer, Dieter Frenzel, Dietmar Peters, Reinhardt Fengler, Joachim Lempio, Klaus Schröder, Frank Möller, Fred Freitag, Uwe Geisert, Harald Kuhnke, Gerhard Müller, Jürgen Breitschuh, Friedhelm Bögelsack, Roland Peters, Frank Proske, Wolfgang Unterdörfel, Detlef Radant, Thomas Graul, Andreas Proske, Stefan Steinbock, Rolf Nitz, Guido Hiller, Torsten Kasporik |

## Oberliga
| Pl. | Verein               | Sp. | S | U | N | Tore  | Punkte |
| --- | -------------------- | --- | - | - | - | ----- | ------ |
| 1.  | SC Dynamo Berlin (M) | 10  | 7 | 2 | 1 | 73:43 | 16     |
| 2.  | SG Dynamo Weißwasser | 10  | 1 | 2 | 7 | 43:73 | 04     |

|     | DDR-Meister      |
| (M) | Titelverteidiger |

| Spielansetzungen | Spielansetzungen     | Spielansetzungen     | Spielansetzungen | Spielansetzungen | Zwischenstände | Zwischenstände | Zwischenstände |
| Spiel            | Heimteam             | Gästeteam            | Ergebnis         |                  | Punkte (Tore)  | Punkte (Tore)  | Punkte (Tore)  |
| Spiel            | Heimteam             | Gästeteam            | Ergebnis         | Berlin           |                | Weißwasser     |                |
| 1                | SC Dynamo Berlin     | SG Dynamo Weißwasser | 80:04            |                  | 20(8)          | :              | 0(4)           |
| 2                | SG Dynamo Weißwasser | SC Dynamo Berlin     | 50:08            |                  | 40(16)         | :              | 0(9)           |
| 3                | SC Dynamo Berlin     | SG Dynamo Weißwasser | 90:04            |                  | 60(25)         | :              | 0(13)          |
| 4                | SG Dynamo Weißwasser | SC Dynamo Berlin     | 50:09            |                  | 80(34)         | :              | 0(18)          |
| 5                | SC Dynamo Berlin     | SG Dynamo Weißwasser | 70:07            |                  | 90(41)         | :              | 10(25)         |
| 6                | SG Dynamo Weißwasser | SC Dynamo Berlin     | 20:09            |                  | 110(50)        | :              | 10(27)         |
| 7                | SC Dynamo Berlin     | SG Dynamo Weißwasser | 60:06            |                  | 120(56)        | :              | 20(33)         |
| 8                | SG Dynamo Weißwasser | SC Dynamo Berlin     | 10:06            |                  | 140(62)        | :              | 20(34)         |
| 9                | SC Dynamo Berlin     | SG Dynamo Weißwasser | 80:04            |                  | 160(70)        | :              | 20(38)         |
| 10               | SG Dynamo Weißwasser | SC Dynamo Berlin     | 50:03            |                  | 160(73)        | :              | 20(43)         |

| Meisterschaft entschieden |

## DDR-Bestenermittlung
Die Bestenermittlung wurde, mittlerweile zur Tradition geworden, in Crimmitschau ausgetragen. Während die A-Gruppe am zweiten März-Wochenende ihre Endrunde spielte, trafen die Teams der B-Gruppe bereits eine Woche früher aufeinander.

### Sieger
BSG Monsator Berlin

### A-Gruppe
| Pl. | Verein                   | Sp. | S | U | N | Tore  | Punkte |
| --- | ------------------------ | --- | - | - | - | ----- | ------ |
| 1.  | BSG Monsator Berlin (M)  | 3   | 3 | – | – | 29:16 | 06:0   |
| 2.  | BSG Einheit Crimmitschau | 3   | 2 | – | 1 | 23:13 | 04:02  |
| 3.  | BSG Motor Bad Muskau     | 3   | 1 | – | 2 | 23:21 | 02:04  |
| 4.  | BSG Aufbau Halle         | 3   | – | – | 3 | 11:36 | 00:06  |

Die bereits letztjährige letztplatzierte BSG Aufbau Halle verblieb in der A-Gruppe, da der B-Gruppen-Sieger BSG HO Lebensmittel Erfurt auf sein Aufstiegsrecht verzichtete.
|     | Sieger der DDR-Bestenermittlung |
|     | Abstieg in die B-Gruppe         |
| (M) | Titelverteidiger                |

### B-Gruppe
| Pl. | Verein                                   | Sp. | S | U | N | Tore  | Punkte |
| --- | ---------------------------------------- | --- | - | - | - | ----- | ------ |
| 1.  | BSG HO Lebensmittel Erfurt               | 3   | 3 | – | – | 17:09 | 06:0   |
| 2.  | BSG Chemie 70 Rostock                    | 3   | 2 | – | 1 | 17:11 | 04:02  |
| 3.  | SG Dynamo Klingenthal                    | 3   | 1 | – | 2 | 09:16 | 02:04  |
| 4.  | BSG Fortschritt Hohenstein-Ernstthal (N) | 3   | – | – | 3 | 08:15 | 00:06  |

|     | Für die A-Gruppe qualifiziert                  |
|     | Relegation gegen Sieger d. Bezirksausscheidung |
| (N) | Neuling                                        |

## Relegation (DDR-Bestenermittlung – Bezirksliga)
Die Relegation fand erst Mitte Februar 1984 statt.
| BSG Fortschritt Hohenstein-Ernstthal | – | BSG Verkehrsbetriebe Dresden               | 2:7 |
| (Letzter d. B-Gruppe/B.ermittlung)   |   | (Sieger d. Ausscheidung d. Bezirksmeister) |     |

Die BSG Verkehrsbetriebe Dresden startete somit in der Saison 1983/84 in der DDR-Bestenermittlung.

## Bezirksausscheidung
Die erste Runde wurden im Dezember 1983 durchgeführt, das Ausscheidungsspiel um den Relegationsplatz wurde im Februar 1984 ausgetragen.
| BSG Aufbau Schönheide  | – | BSG Verkehrsbetriebe Dresden | 3:12 |
| (Bez. Karl-Marx-Stadt) |   | (Sieger 1. Runde)            |      |

Die BSG Verkehrsbetriebe Dresden – vorrangig aus ehemaligen Kaderspielern des aufgelösten Oberligisten SC Einheit Dresden formiert – vertrat damit die Bezirksmeister in der Relegation für die kommende Bestenermittlung 1983/84.
| BSG Traktor Groß Düben | – | BSG Verkehrsbetriebe Dresden | 1:10 |
| (Bez. Cottbus)         |   | (Bez. Dresden)               |      |